# Nicolas Godemèche
Nicolas Godemèche est un footballeur français né le 22 juin 1984 à Marseille. Il évolue au poste de milieu de terrain défensif.
Formé au Montpellier HSC, il joue ensuite au Stade de Reims puis au Naval 1º de Maio. En janvier 2012, il rejoint le club roumain du CFR Cluj, avec qui il remporte le championnat de Roumanie en 2012, puis évolue au Waasland-Beveren en division 1 belge.

## Biographie
Nicolas Godemèche commence le football à l'Olympique de Marseille puis à seize ans, il rejoint le centre de formation du Montpellier HSC. Il fait ses débuts en équipe première lors du premier match de la saison 2003-2004 face au Stade rennais. Le match se conclut sur un match nul un partout. Il dispute treize matchs lors de cette saison qui voit le club retrouver la Ligue 2 en fin de saison. Titulaire au poste de milieu défensif l'année suivante, il signe son premier contrat professionnel en janvier 2005 et s'engage avec le club pour une durée de trois ans. Au cours de la saison 2005-2006, il est victime d'une déchirure de l'aponévrose de la voûte plantaire qui lui font rater deux mois de compétition. L'année suivante, l'entraîneur Jean-François Domergue lui préfère Didier Neumann et pour avoir plus de temps de jeu, il est prêté en janvier 2007 au Stade de Reims pour une durée de six mois . Il joue 10 matchs en Ligue 2 avec ce club.
À l'issue de la saison 2006/2007, il s'expatrie au Portugal et signe en faveur du Naval 1º de Maio. Pendant quatre ans, Nicolas Godemèche joue en Liga 1, titulaire et capitaine de son équipe, il ne peut empêcher son club de descendre en division 2 en fin de saison 2011. 
Il reçoit alors des propositions d'autres clubs portugais ainsi que de clubs ukrainiens et bulgares mais préfère rentrer en France. Nicolas Godemèche est alors en contact avec l'AS Monaco et l'Évian Thonon-Gaillard FC mais n'est cependant pas retenu par ces clubs. Il retourne alors au Montpellier HSC où il s'entraîne avec la réserve.
Il s'engage en janvier 2012 avec le club roumain du CFR Cluj où il signe un contrat d'un an et demi. En fin de saison, il remporte le titre de champion avec son club,. En début de saison suivante, il ne dispute ni la Supercoupe de Roumanie ni les rencontres de tours préliminaires de la Ligue des champions de l'UEFA. Il dispute ensuite les barrages de la compétition face au FC Bâle puis quatre rencontres de la compétition que le club roumain termine à la troisième place du groupe H. En juin 2013, en fin de contrat, il quitte le club roumain.
Il rejoint en juillet 2013 le club de Waasland-Beveren qui évolue en division 1 belge. Il dispute dix-neuf rencontres de championnat mais ne fait pas partie des joueurs invités à disputer le stage d'avant-saison l'année suivante. Peu utilisé lors de sa deuxième saison au club, son contrat n'est pas renouvelé et, il quitte le club en mai 2015

## Palmarès
- Champion de Roumanie en 2012 avec le CFR Cluj.

## Statistiques
Le tableau ci-dessous résume les statistiques en match officiel de Nicolas Godemèche depuis ses débuts de joueur professionnel,,
| Saison              | Club             | Championnat        | Championnat | Championnat | Coupe nationale | Coupe nationale | Coupe de la Ligue | Coupe de la Ligue | Compétition(s) continentale(s) | Compétition(s) continentale(s) | Compétition(s) continentale(s) | Total | Total |
| Saison              | Club             | Division           | M.          | B.          | M.              | B.              | M.                | B.                | Comp.                          | M.                             | B.                             | M.    | B.    |
| 2003-2004           | Montpellier HSC  | Ligue 1            | 13          | 0           | -               | -               | -                 | -                 | -                              | -                              | -                              | 13    | 0     |
| 2004-2005           | Montpellier HSC  | Ligue 2            | 27          | 0           | -               | -               | 4                 | 0                 | -                              | -                              | -                              | 31    | 0     |
| 2005-2006           | Montpellier HSC  | Ligue 2            | 14          | 0           | 1               | 0               | 2                 | 0                 | -                              | -                              | -                              | 17    | 0     |
| juil-janv 2006-2007 | Montpellier HSC  | Ligue 2            | 16          | 0           | 1               | 0               | 1                 | 0                 | -                              | -                              | -                              | 18    | 0     |
| janv-juin 2006-2007 | Stade de Reims   | Ligue 2            | 10          | 0           | -               | -               | -                 | -                 | -                              | -                              | -                              | 10    | 0     |
| 2007-2008           | Naval 1º de Maio | Liga 1             | 24          | 0           | 4               | 0               | -                 | -                 | -                              | -                              | -                              | 28    | 0     |
| 2008-2009           | Naval 1º de Maio | Liga 1             | 22          | 1           | 4               | 0               | 2                 | 0                 | -                              | -                              | -                              | 28    | 1     |
| 2009-2010           | Naval 1º de Maio | Liga 1             | 28          | 2           | 5               | 1               | 2                 | 0                 | -                              | -                              | -                              | 35    | 3     |
| 2010-2011           | Naval 1º de Maio | Liga 1             | 24          | 2           | -               | -               | 3                 | 0                 | -                              | -                              | -                              | 27    | 2     |
| janv-juin 2011-2012 | CFR Cluj         | Liga 1             | 6           | 0           | -               | -               | -                 | -                 | -                              | -                              | -                              | 6     | 0     |
| 2012-2013           | CFR Cluj         | Liga 1             | 13          | 0           | 1               | 0               | -                 | -                 | C1+C3                          | 6+2                            | 0+0                            | 22    | 0     |
| 2013-2014           | Waasland-Beveren | Jupiler Pro League | 19          | 0           | 2               | 0               | -                 | -                 | -                              | -                              | -                              | 21    | 0     |
| 2014-2015           | Waasland-Beveren | Jupiler Pro League | 3           | 0           | -               | -               | -                 | -                 | -                              | -                              | -                              | 3     | 0     |